# Aranya Johar
Aranya Johar (Bombaim, 7 de setembro de 1998) é uma poetisa indiana. Ela usa as mídias sociais para abordar questões como igualdade de gênero, saúde mental e positividade corporal. Ela usa poesia slam para confrontar os padrões de beleza. A primeira peça lançada por Aranya, “A Brown Girls's Guide to Gender” se tornou uma sensação viral e atingiu 1 milhão de visualizações dois dias após seu carregamento. Ela integrou o recital de poesia em Bollywood pela primeira vez através de sua colaboração com Akshay Kumar no filme 'Padman'. Aranya foi palestrante no TEDxICTMumbai em abril de 2017. Foi convidada e elogiada por diversos poetas e fundações.

## Infância e educação
Aranya Johar nasceu em 7 de setembro de 1998 e foi criada em Bombaim, na Índia. Ela estudou na Lilavati Podar High School. Ela usa poesia slam para expressar suas ideias. Os poetas Slam usam recitais para atuar, expressar identidade e conectar-se com seu público.

## Carreira
Aranya começou a escrever poemas sobre questões de misoginia na adolescência. Aranya se apresentou pela primeira vez diante de um público quando tinha 12 anos. “Um grupo costumava realizar sessões de microfone aberto em um restaurante local, e o artista recebia uma dose de coquetel após a apresentação.” Ela admitiu que mentiu sobre a idade para entrar e que sua mãe a acompanharia. Ela foi diagnosticada com transtorno do déficit de atenção / hiperatividade (TDAH) quando estava na Classe VII. Então ela usa o meio para conscientizar sobre a saúde mental. Ela pesquisa sobre condições mentais e escreve sobre isso. Durante uma de suas apresentações, quando era adolescente, ela se lembra de ter levado um homem de 47 anos às lágrimas. As falas que fizeram o homem chorar foram: “Enquanto você olha para aquela veia beijando aquela faca / pense em todas as coisas que você sentirá falta se acabar com esta vida / Se eu fosse você esperaria as cicatrizes desaparecerem / Se eu fosse você, largaria aquela lâmina".
Aranya, junto com sua amiga Prachee Mashru, de 17 anos, são a força por trás da "More Than Mics", uma organização criada para fazer a curadoria de plataformas criativas para artes performáticas (poesia, música, comédia etc.). Prachee Mashru frequenta uma escola em Vile Parle (W), mas elas se conheceram online e se uniram por causa de seu amor pelo rapper canadense Drake.
Aranya também é curadora da "Blind Poetry Sessions", uma série de noites de poesia. Ao contrário de outros shows, a noite de poesia às cegas acontece em um quarto escuro e os poetas são anônimos. Ela também é co-curadora de outro evento de poesia na cidade, intitulado Throwback Thursday, onde pede aos poetas que leiam seus primeiros trabalhos, bem como seus escritos mais recentes. Ela também apoiou e apresentou um poema pela igualdade de gênero, Conheça seus direitos, de Vivel em associação com Aaj tak e India Today. O vídeo de Aranya, 'To Bleed Without Violence' foi uma peça colaborativa com WASH United, que atingiu 7 milhões de visualizações no fim de semana em que foi carregado. Ela também recitou seu poema para jovens entusiastas do Harvard Model United Nations, em 2017, no Hyderabad International Convocation Centre.
Aranya Johar foi destaque na Rolling Stone e Harper Bazaar, em 2017. Ela também se apresentou na Conferência da Juventude SRCC, em 22 de setembro de 2017. Ela também apareceu na edição de maio da Teen Vogue. Ela se apresentou no evento We The Women, em associação com a ONU Mulheres, nos dias 9 e 10 de dezembro de 2017.
Ela se tornou parte do Goalkeepers New York City 2018. Ela falou no Goalkeepers, em Nova York, ao lado de nomes como Ed Sheeran, Melinda Gates, Bill Gates, Stephen Fry e muitos mais organizados pela Fundação Gates e #ProjectEveryone. Ela também participou do SHEROES Summit 2018.

### Obras
- “A Brown Girl's Guide to Gender” (apresentada pela primeira vez em 6 de março de 2017 no Tuning Fork) [26]
- “A Brown Girl's Guide to Beauty” (publicado em 7 de julho de 2017 e apresentado por Shaadi.com ) [27]
- “A Brown Girl's Guide” - A Better Tomorrow (publicado pela Rise by TLC em 1 de janeiro de 2018) [28]
- “To Bleed Without Violence” (publicado pela Dasra India em 28 de junho de 2017) [29]
- “BleedingRani” - com Akshay Kumar (publicado em 1 de fevereiro de 2018 por Peeping Moon) [30]
- “Para a Índia: com amor” (publicado em 29 de setembro de 2017)
- “Women Will” (Publicado em 29 de março de 2018)
- “Compre agora ou entre em pânico depois” (publicado em 9 de abril de 2017 pelo movimento de poesia Airline).[31]

## Reconhecimento
Ela foi reconhecida pela BBC como uma das 100 mulheres mais inspiradoras do mundo, em 2019.